# دراگان بلاتنیاک
دراگان بلاتنجیاک (انگلیسی: Dragan Blatnjak؛ زادهٔ ۱ اوت ۱۹۸۱) بازیکن فوتبال اهل بوسنی و هرزگوین است.
از باشگاه‌هایی که در آن بازی کرده‌است می‌توان به باشگاه فوتبال روستوف، باشگاه فوتبال هایدوک اسپلیت و تیم ملی فوتبال بوسنی و هرزگوین اشاره کرد.